# Jacques Nerson
Jacques Nerson est un journaliste et critique de théâtre français, né à Lyon en 1954.

## Biographie
Jacques Nerson a étudié le théâtre afin de devenir acteur au Conservatoire de Lyon et à l'ENSATT. Sa carrière sur les planches est très brève et il débute la critique dramatique en 1978 au Figaro Magazine. Il y reste seize ans.
Par la suite il collabore à plusieurs journaux, magazines et émissions télévisées en tant que journaliste et critique de théâtre. De 1998 à 2001, il est rédacteur en chef du Journal de la Création sur La Cinquième,. En 1998, il consacre l'une des émissions à Olivier Py. Il apparait aussi dans plusieurs émissions de Thierry Ardisson sur Paris Première comme 93 Faubourg Saint-Honoré et Rive droite / Rive gauche,,.
De 1996 à 2003, il publie des chroniques dans La Revue des Deux Mondes. Entre 2007 et 2014, il est critique pour Valeurs actuelles,. Il travaille en même temps pour Le Nouvel Obs où il écrit à partir de 2007 et plus fréquemment entre 2015 et 2023.
Il a également été l'un des critiques attitrés du Masque et la Plume sur France Inter jusqu'au départ de Jérôme Garcin,. Il a aussi fait partie des équipes de L'Avant-scène Théâtre et de Théâtral Magazine.
En 2015, il est président de l'Association professionnelle de la critique de théâtre, musique et danse.

## Carrière artistique
Jacques Nerson a rapidement mis un terme à sa carrière de comédien, mais il a fait plusieurs retours à la création au fil de sa vie.
En 1986, il met en scène Le Veilleur de nuit de Sacha Guitry avec Fabrice Luchini, Marc Dudicourt et Yasmina Reza au Théâtre 13. Dans les années 2010, il dirige plusieurs pièces de Christian Giudicelli au Théâtre des Déchargeurs. D'abord Tour de piste avec Stéphane Hillel en 2012, puis Le Jour qui vient en 2019,.
En tant qu'auteur de fiction, il a publié avec Stéphanie Tesson La Tomate dans les Fantaisies potagères de Sylvain Tesson en 2003,,. En 2007, il rédige Le Redresseur de Torts, inspiré de Jean de la Bruyère dans Les Nouveaux caractères.